# Зденчац
Зденчац је насељено место у саставу града Гарешнице у Бјеловарско-билогорској жупанији, Република Хрватска.

## Историја
До територијалне реорганизације у Хрватској, налазио се у саставу старе општине Гарешница.

## Становништво
На попису становништва 2011. године, Зденчац је имао 441 становника.

## Попис 1991.
На попису становништва 1991. године, насељено место Зденчац је имало 469 становника, следећег националног састава:
| Попис 1991.‍  | Попис 1991.‍  | Попис 1991.‍ | Попис 1991.‍ | Попис 1991.‍ |
| ------------ | ------------ | ----------- | ----------- | ----------- |
|              |              |             |             |             |
| Хрвати       | Хрвати       |             | 383         | 81,66%      |
| Срби         | Срби         |             | 27          | 5,75%       |
| Чеси         | Чеси         |             | 18          | 3,83%       |
| Мађари       | Мађари       |             | 12          | 2,55%       |
| Југословени  | Југословени  |             | 8           | 1,70%       |
| Македонци    | Македонци    |             | 1           | 0,21%       |
| Муслимани    | Муслимани    |             | 1           | 0,21%       |
| неопредељени | неопредељени |             | 13          | 2,77%       |
| непознато    | непознато    |             | 6           | 1,27%       |
| укупно: 469  |              |             |             |             |